# Comprimento do arco
A determinação do comprimento de segmentos de arco irregular — também conhecido como retificação de uma curva — representou uma dificuldade histórica. Embora muitos métodos tenham sido utilizados para curvas específicas, o advento do cálculo levou a uma formulação geral que provê a solução em alguns casos.

## Definição precisa
Escolher um finito número de pontos ao longo de uma curva e conectar cada um destes pontos com o próximo com uma linha reta. A soma do comprimento de cada um destes segmentos é o comprimento de um caminho polinomial.
Definição: O comprimento de uma curva é o menor número tal que o comprimento dos caminhos polinomiais nunca pode ultrapassar,  não importando quanto juntos sejam colocados os pontos finais do segmentos.
Na linguagem matemática, o comprimento do arco é o supremo de todos comprimentos de um dado caminho polinomial.

## Métodos modernos
Considere uma função {\displaystyle f(x)\,} tal que {\displaystyle f(x)\,} e {\displaystyle f'(x)\,} (isto é a derivada em relação a x) são contínuas em  [a, b] . O comprimento s de parte do gráfico de f entre x = a e x = b é dado pela fórmula:
{\displaystyle s=\int _{a}^{b}{\sqrt {1+[f'(x)]^{2}}}\,dx.}
a qual se deriva da fórmula da distância aproximada do comprimento do arco composto de muitos pequenos segmentos de reta. Como o número de segmentos tende para o infinito (pelo uso da integral) esta aproximação se torna um valor exato.
Se a curva é definida parametricamente por {\displaystyle x=X(t)\,} e {\displaystyle y=Y(t)\,}, então o comprimento do arco entre t = a e t = b é
{\displaystyle s=\int _{a}^{b}{\sqrt {[X'(t)]^{2}+[Y'(t)]^{2}}}\,dt.}
Deve-se notar que a definição acima só pode ser considerada rigorosa caso se prove que duas parametrizações distintas geram o mesmo comprimento de arco. 

## Método vetorial
Seja  {\displaystyle a=t_{0}<t_{1}<t_{2}<...<t_{n}=b} uma partição equidistante do domínio com {\displaystyle \Delta t=t_{i}-t_{i-1}} e {\displaystyle P_{i}={\overrightarrow {r}}(t_{i})}, {\displaystyle i=0,1,...n}, pontos sobre a curva. Uma possível aproximação para o comprimento da curva é dado pelo comprimento da poligonal. Observe que o comprimento do segmento {\displaystyle P_{i-1}P_{i}} é dado por {\displaystyle ||P_{i}-P_{i-1}||}, logo, a aproximação para o comprimento da curva é
{\displaystyle L_{n}=\sum _{i=1}^{n}||P_{i}-P_{i-1}||}
{\displaystyle =\sum _{i=1}^{n}{\sqrt {(x_{i}-x_{i-1})^{2}+(y_{i}-y_{i-1})^{2}+(z_{i}-z_{i-1})^{2}}}}
{\displaystyle =\textstyle \sum _{i=1}^{n}{\sqrt {\left({\frac {x_{i}-x_{i-1}}{\Delta t}}\right)^{2}+\left({\frac {y_{i}-y_{i-1}}{\Delta t}}\right)^{2}+\left({\frac {z_{i}-z_{i-1}}{\Delta t}}\right)^{2}}}\Delta t}
Naturalmente, {\displaystyle L=\textstyle \lim _{n\to \infty }L_{n}}. Como o lado direito da última igualdade é uma soma de Riemann, temos:
{\displaystyle L=\int \limits _{a}^{b}{\sqrt {\left({\frac {dx(t)}{dt}}\right)^{2}+\left({\frac {dy(t)}{dt}}\right)^{2}+\left({\frac {dz(t)}{dt}}\right)^{2}}}dt}
{\displaystyle L=\int _{a}^{b}||{\vec {r}}\prime (t)||dt}
Logo, o comprimento do arco S quando a parâmetro corre de a até t é: 
{\displaystyle S(t)=\int _{a}^{b}||{\vec {r}}\prime (\tau )||d\tau ,a\leq t\leq b}